# Dallol (volcà)

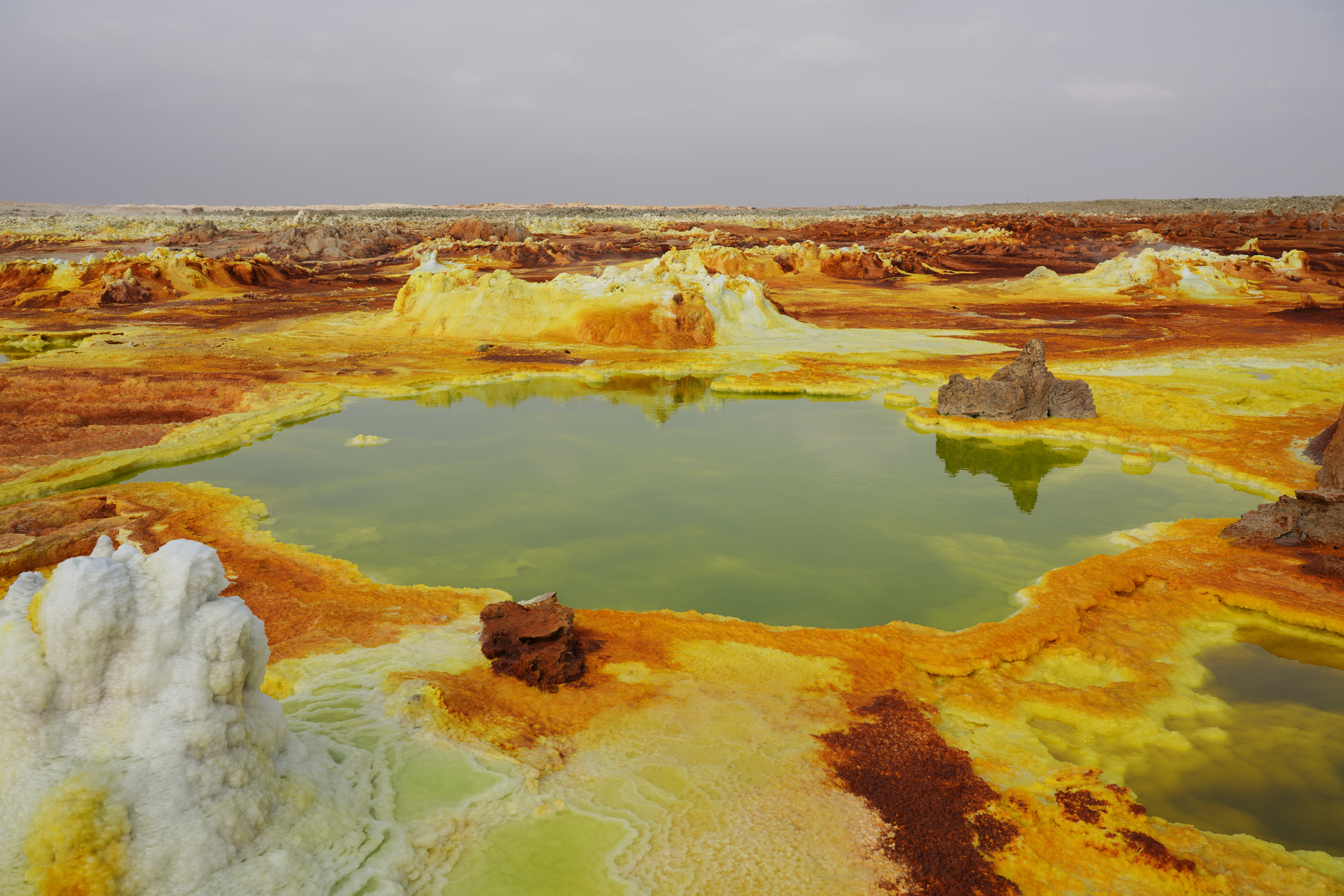
Dallol

Dallol és un cràter volcànic d'explosió (o maar) situat a la Depressió de Danakil, al nord-est de la serralada Erta Ale a Etiòpia. va ser format per la intrusió de magma basàltic en dipòsits de sal del Miocè i la subsequent activitat hidrotèrmica. L'any 1926 hi va tenir lloc una erupció freàtica que va formar el volcà Dallol altres cràters subaeris d'erupció salats són els més baixos coneguts al món i es troben a 45 m per sota del nivell del mar. L'activitat volcànic més recent va ser la de l'octubre de l'any 2004.
Nombroses fonts d'aigua calenta hi descarreguen salmorra i líquids àcids. També hi ha petits geisers temporals que formen conus de sals.
El terme Dallol va ser encunyat pels Afars i significa dissolució o desintegració per a descriure un paisatge fet de basses àcides (pH menor d'1) òxid de ferro, sofre i planes salades. Aquesta zona se sembla a les fonts del Yellowstone Park.

## Galeria

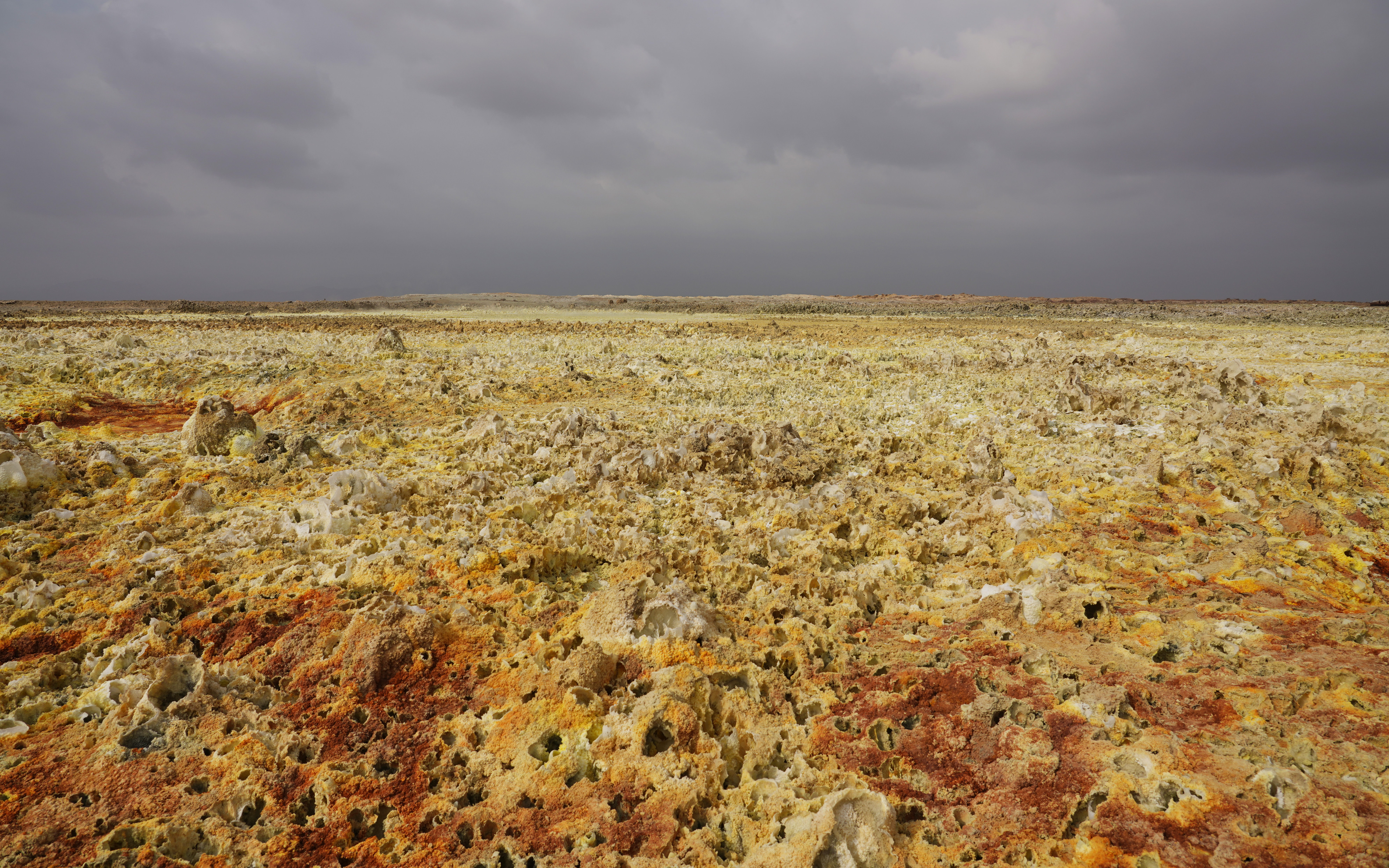
Desert de Danakil vist des del Dallol.
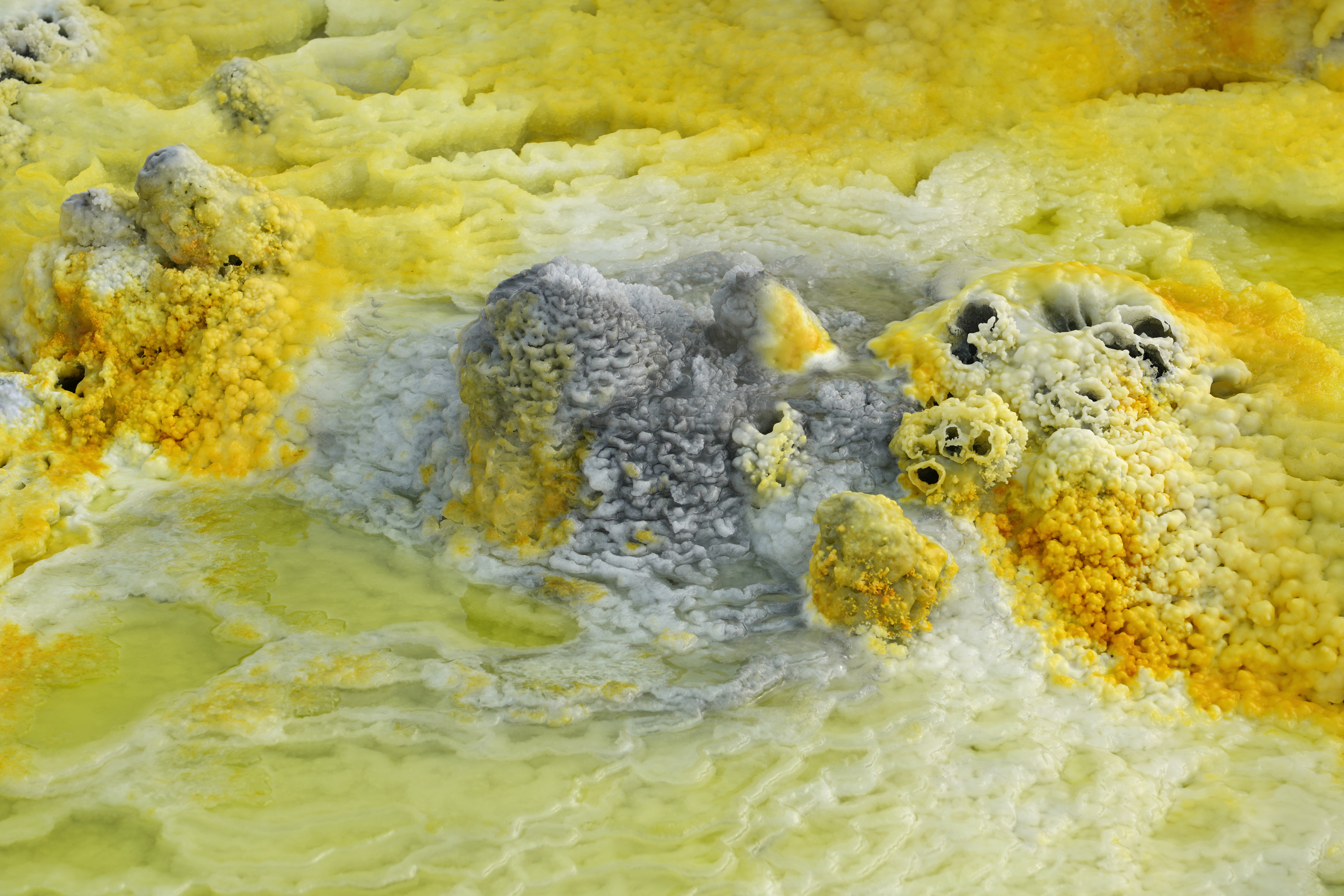
Formacions de sal i sofre a Dallol.